# Camponotus dalmasi
Camponotus dalmasi é uma espécie de inseto do gênero Camponotus, pertencente à família Formicidae.